# Лысьва (приток Обвы)
Лы́сьва — река в России, протекает на западе Пермского края. Правый приток Обвы.
Уклон реки — 1,6 м/км.
Длина реки составляет 77 км, площадь водосборного бассейна — 1370 км². Исток находится на Верхнекамской возвышенности вблизи границы с Удмуртией, на водоразделе бассейнов Обвы и Вятки. Большая часть течения проходит по Верещагинскому району, незадолго до устья река перетекает в Карагайский район. Сначала течёт в юго-восточном направлении, потом в северо-восточном. Устье реки находится по правому берегу Обвы в 93 км от её устья, выше деревни Усть-Лысьва и в 7 км к северо-востоку от посёлка Зюкайка.
Крупнейший населённый пункт на реке — Зюкайка. Река также протекает через сёла Вознесенское, Путино и несколько малых деревень. В бассейне реки частично находится город Верещагино.
Название реки имеет коми-пермяцкую этимологию, означает «хвойная вода», или «река, протекающая по хвойным лесам» (от коми-перм. лыс — хвоя и ва — вода).
Притоки (км от устья)
- Игашор (пр)
- Кокуйка (лв)
- Каменка (лв)
- 18 км: Козговка (лв)
- Побоище (пр)
- 26 км: Зарич (пр)
- 27 км: Урак (лв)
- 32 км: Роман-Шор (пр)
- Леханшор (лв)
- 35 км: Сепыч (лв)
- Сосновка (пр)
- 50 км: Хмелёвка (пр)
- 52 км: Вож (пр)
- Евстафиевка (пр)
- Камчатка (лв)
- Шамаровка (лв)
- Батуровка (пр)
- Песьянка (пр)
- Спиреха (пр)
- Минькина (пр)
- руч. Волеговский (пр)
- Гальновка (пр)

## Данные водного реестра
По данным государственного водного реестра России относится к Камскому бассейновому округу, водохозяйственный участок реки — Кама от города Березники до Камского гидроузла, без реки Косьва (от истока до Широковского гидроузла), Чусовая и Сылва, речной подбассейн реки — бассейны притоков Камы до впадения Белой. Речной бассейн реки — Кама.
Код водного объекта в государственном водном реестре — 10010100912111100009462.